# Dragos (Bitola)
Dragos (macedónul: Драгош) település Észak-Macedóniában, a Pelagonijai körzet Bitolai járásában.

## Népesség
| Lakosok száma | 627  | 605  | 449  | 599  | 429  | 101  | 44   | 33   | 10   |
|               | 1948 | 1953 | 1961 | 1971 | 1981 | 1991 | 1994 | 2002 | 2021 |

2002-ben 33 lakosa volt, akik macedónok.